# Чимпой, Михай Ильич
Михай Ильич Чимпой (рум. Mihai Cimpoi; род. 3 сентября 1942, Ларга (ныне Бричанского района Республики Молдова) — советский и молдавский политический и общественный деятель, литературный критик, историк литературы, редактор и эссеист. Член Академии наук Молдовы, почётный член Румынской академии, председатель Союза писателей Молдовы (1991—2021). Мастер литературы (1992) и Заслуженный человек Молдовы (2012).

## Биография
Из крестьян. В 1965 окончил филологический факультет Кишинёвского университета. Работал редактором журнала «Днестр» (до 1972 года), затем до 1974 — книжных издательств «Cartea Moldovenească» и «Literatura artistică» (1977—1982), заведовал литературной частью Национального театра (1982—1983) и театра «Al. Mateevici» (1986—1987).
Был консультантом Союза писателей Молдавской ССР. В мае 1987 года избран секретарём правления Союза писателей Молдовы, а с сентября 1991 — председателем Союза писателей Молдовы. Более 30 лет возглавлял Союз писателей Молдовы.
Был и. о. заведующего отделом классической литературы Института истории и теории литературы Академии наук Молдовы. В 1998 году получил докторскую степень в области филологии. Преподавал в Государственном педагогическом университете имени Иона Крянгэ.
С 1991 года — почётный член Румынской академии, член Академии наук Молдовы с 1992 года.
Член Союза писателей Румынии (в 1994 году избран членом её совета), член ПЕН-клуба (2005), вице — президент Лиги единства культуры румын мира, почётный гражданина города Крайова (с 2005).
Является директором журнала «Viața Basarabiei» («Жизнь Бессарабии») и изданий «Caiete critice» («Критические заметки»), «Viața românească» («Румынская жизнь»), основатель и президент Международного академического центра «Михай Эминеску» в Кишинёве. Организатор проекта «Всемирный конгресс эминескологов».
Депутат Верховного Совета СССР (1989—1990). Член Парламента Республики Молдова (1999—2001). Один из организаторов и активистов Народного фронта Молдовы (1989—1992).
Лидер Демократического форума румын Молдовы. Сторонник унионизма Молдовы с Румынией и восстановления Сфатул Цэрий. Член альянса «Наша Молдова», альянса за европейскую интеграцию.

## Творчество
Исследователь творчества Эминеску. Автор фундаментальных трудов, таких как «История румынской литературы Бессарабии» (выдержала несколько изданий) и «Энциклопедический словарь Михая Эминеску».

## Награды
- Орден Республики (Республика Молдова)
- Командорский Крест Ордена Звезды Румынии (2014)
- Офицер ордена «За верную службу» (2009, Румыния)[3]
- Кавалер ордена «За верную службу» (2002, Румыния)[4]
- Медаль «Михай Эминеску» (25 августа 2000, Республика Молдова) — за заслуги в деле национального возрождения, значительной вклад в пропаганду литературного наследия Михая Эминеску и утверждение национальных духовных ценностей[5].
- Юбилейная медаль «Михай Эминеску» (Румыния)
- Maestru al Literatuгii (3 сентября 1992, Молдова) — за долголетнюю плодотворную деятельность в области литературной критики, особые заслуги в пропаганде национальной и мировой Литературы[6]
- Om Emerit (3 сентября 2012, Республика Молдова) — за особые заслуги в развитии литературы, вклад в дело национального возрождения и пропаганду наследия Эминеску[7]
- Национальная премия Республики Молдова (26 августа 1994, Правительство Республики Молдова) — за книгу «Narcis şi Hyperion» (1986 г.) и эссе о Михае Эминеску, опубликованные в 1986—1991 годах[8].
- Премия за литературную критику Союза писателей Молдовы (1997)
- Почётный гражданин г. Кишинёва (17 сентября 2012)[9]
- Почётный гражданин г. Крайова